# Stromatothecia nothofagi
Stromatothecia nothofagi — вид грибів, що належить до монотипового роду  Stromatothecia.